# MLB All-Star Game 1986
MLB All-Star Game 1986 – 57. Mecz Gwiazd ligi MLB, który odbył się 15 lipca 1986 roku na Astrodome w Houston. Mecz zakończył się zwycięstwem American League All-Stars 3–2. Spotkanie obejrzało 45 774 widzów. Najbardziej wartościowym zawodnikiem został wybrany Roger Clemens z Boston Red Sox, który rozegrał trzy inningi, nie oddając żadnego uderzenia i żadnej bazy za darmo.
Fernando Valenzuela został drugim w historii All-Star Game miotaczem, który zaliczył pięć strikeoutów z rzędu (pierwszym był Carl Hubbell w 1934 roku).

## Wyjściowe składy
| American League | American League  | American League | American League | National League | National League   | National League | National League |
| #               | Zawodnik         | Klub            | Pozycja         | #               | Zawodnik          | Klub            | Pozycja         |
| --------------- | ---------------- | --------------- | --------------- | --------------- | ----------------- | --------------- | --------------- |
| 1               | Kirby Puckett    | Twins           | CF              | 1               | Tony Gwynn        | Padres          | LF              |
| 2               | Rickey Henderson | Yankees         | LF              | 2               | Ryne Sandberg     | Cubs            | 2B              |
| 3               | Wade Boggs       | Red Sox         | 3B              | 3               | Keith Hernandez   | Mets            | 1B              |
| 4               | Lance Parrish    | Tigers          | C               | 4               | Gary Carter       | Mets            | C               |
| 5               | Wally Joyner     | Angels          | 1B              | 5               | Darryl Strawberry | Mets            | RF              |
| 6               | Cal Ripken Jr.   | Orioles         | SS              | 6               | Mike Schmidt      | Phillies        | 3B              |
| 7               | Dave Winfield    | Yankees         | RF              | 7               | Dale Murphy       | Braves          | CF              |
| 8               | Lou Whitaker     | Tigers          | 2B              | 8               | Ozzie Smith       | Cardinals       | SS              |
| 9               | Roger Clemens    | Red Sox         | P               | 9               | Dwight Gooden     | Mets            | P               |

| American League                                                                                                   | 0 | 2 | 0 | 0 | 0 | 0 | 1 | 0 | 0 | 3 | 5 | 0 |
| National League                                                                                                   | 0 | 0 | 0 | 0 | 0 | 0 | 0 | 2 | 0 | 2 | 5 | 1 |
| WP: Roger Clemens (1–0) LP: Dwight Gooden (0–1) SV: Don Aase (1) Home runy: AL: Lou Whitaker (1), Frank White (1) |   |   |   |   |   |   |   |   |   |   |   |   |

## Składy
| Miotacze - Sid Fernandez (1) - John Franco (1) - Dwight Gooden (3) - Mike Krukow (1) - Shane Rawley (1) - Jeff Reardon (2) - Rick Rhoden (2) - Mike Scott (1) - Dave Smith (1) - Fernando Valenzuela (6) Łapacze - Gary Carter (9) - Jody Davis (2) - Tony Peña (4) |  | Wewnątrzpolowi - Hubie Brooks (1) - Chris Brown (1) - Glenn Davis (1) - Keith Hernandez (4) - Ryne Sandberg (3) - Steve Sax (3) - Mike Schmidt (10) - Ozzie Smith (6) Zapolowi - Kevin Bass (1) - Chili Davis (2) - Tony Gwynn (3) - Dale Murphy (6) - Dave Parker (6) - Tim Raines (6) - Darryl Strawberry (3) |  | Menadżer - Whitey Herzog Trenerzy - Davey Johnson - Tommy Lasorda Honorowy kapitan - Rusty Staub |

| Miotacze - Don Aase (1) - Roger Clemens (1) - Willie Hernández (3) - Teddy Higuera (1) - Charlie Hough (1) - Dave Righetti (1) - Ken Schrom (1) - Mike Witt (1) Łapacze - Rich Gedman (2) - Lance Parrish (6) |  | Wewnątrzpolowi - Wade Boggs (2) - George Brett (11) - Tony Fernández (1) - Brook Jacoby (1) - Wally Joyner (1) - Don Mattingly (3) - Eddie Murray (7) - Jim Presley (1) - Cal Ripken Jr. (4) - Lou Whitaker (4) - Frank White (5) Zapolowi - Harold Baines (2) - Jesse Barfield (1) - Jose Canseco (1) - Rickey Henderson (6) - Lloyd Moseby (1) - Kirby Puckett (1) - Jim Rice (8) - Dave Winfield (10) |  | Menadżer - Dick Howser Trenerzy - Pat Corrales - John McNamara Honorowy kapitan - Charlie Gehringer |

- W nawiasie podano liczbę powołań do All-Star Game.